# Ашли (округ)
А́шли (англ. Ashley County) — округ в штате Арканзас, США с населением в 24 209 человек по статистическим данным переписи 2000 года. Столица округа находится в городе Хамберг.
Округ образован в 1848 году из частей округов Шико, Дру, Юнион и получил своё название по имени бывшего сенатора США от штата Арканзас Честера Эшли. В округе действует запрет на производство, продажу и употребление спиртных напитков, поэтому округ Ашли входит в список так называемых «сухих округов».

## География
По данным Бюро переписи населения США округ имеет общую площадь в 2432 квадратных километра, из которых 2385 кв. километров занимает земля и 47 кв. километров — вода. Площадь водных ресурсов округа составляет 1,91 % от всей его площади.

### Соседние округа и приходы
- Дру — север
- Шико — восток
- Морхаус (Луизиана) — юг
- Юнион (Луизиана) — юго-запад
- Юнион — запад
- Брадли — северо-запад

## Демография
По данным переписи населения 2000 года в округе Ашли проживало 24 209 человек, 6 906 семей, насчитывалось 9 384 домашних хозяйства и 10 615 жилых домов. Средняя плотность населения составляла 10 человек на один квадратный километр. Расовый состав округа по данным переписи распределился следующим образом: 69,78 % белых, 27,10% чёрных или афроамериканцев, 0,21 % коренных американцев, 0,18 % азиатов, 0,05 % выходцев с тихоокеанских островов, 0,96 % смешанных рас, 1,73 % — других народностей. Испано- и латиноамериканцы составили 3,21 % от всех жителей округа.
Из 9 384 домашних хозяйств в 33,60 % — воспитывали детей в возрасте до 18 лет, 56,80 % представляли собой совместно проживающие супружеские пары, в 13,00 % семей женщины проживали без мужей, 26,40 % не имели семей. 23,90 % от общего числа семей на момент переписи жили самостоятельно, при этом 11,20 % составили одинокие пожилые люди в возрасте 65 лет и старше. Средний размер домашнего хозяйства составил 2,55 человека, а средний размер семьи — 3,02 человека.
Население округа по возрастному диапазону по данным переписи 2000 года распределилось следующим образом: 26,80 % — жители младше 18 лет, 8,30 % — между 18 и 24 годами, 27,20 % — от 25 до 44 лет, 23,90 % — от 45 до 64 лет и 13,80 % — в возрасте 65 лет и старше. Средний возраст жителей округа составил 36 лет. На каждые 100 женщин в округе приходилось 93,30 мужчины, при этом на каждых сто женщин 18 лет и старше приходилось 90,60 мужчины также старше 18 лет.
Средний доход на одно домашнее хозяйство в округе составил 31 758 долларов США, а средний доход на одну семью в округе — 37 370 долларов. При этом мужчины имели средний доход в 35 089 долларов США в год против 19 501 доллара США среднегодового дохода у женщин. Доход на душу населения в округе составил 15 702 доллара США в год. 13,90 % от всего числа семей в округе и 17,50 % от всей численности населения находилось на момент переписи населения за чертой бедности, при этом 25,70 % из них были моложе 18 лет и 17,20 % — в возрасте 65 лет и старше.

## Главные автодороги
- US 82
- US 165
- US 425
- AH 8
- AH 133

## Города
| - Кроссетт - Монтроз - Норт-Кроссетт | - Паркдейл - Портленд | - Уилмот - Уэст-Кроссетт | - Фаунтин-Хилл - Хамберг |